# Labradorstræde
 Labradorstræde  er Tintins hjemmeadresse, når han ikke er ude på eventyr. I de senere hæfter virker det dog som om han er flyttet ud på Møllenborg hos sin ven kaptajn Haddock.